# Giovanni Battista Bronzini
Pour les articles homonymes, voir Bronzini.
Giovanni Battista Bronzini (né le 4 septembre 1925 à Matera et mort le 17 mars 2002 à Bari) est un anthropologue et historien italien des traditions folkloriques italiennes.

## Biographie
Giovanni Battista Bronzini fait ses études à l'université de Rome « La Sapienza », où il est élève de Paolo Toschi, célèbre philologue et historien des traditions populaires. Il devient ensuite professeur d'anthropologie culturelle à l'Université de Bari et, à partir de 1974, il est nommé directeur du journal d'études anthropologiques Lares, jusqu'à sa mort en 2002.
Érudit littéraire, Bronzini explique la culture paysanne magique et superstitieuse des années 1930 et 1940 et les traditions de l'Italie rurale. À travers les œuvres de l'écrivain Carlo Levi et du poète Rocco Scotellaro, il étudie et décrit la culture de sa région et des environs.
En 2012, la ville d'Accettura, dans la région de la Basilicate, donne son nom à la place principale, en l'honneur de ses contributions et de ses études sur la région et ses traditions.

## Publications
- Tradizioni popolari en Lucanie (Matera, Montemurro, 1953)
- Accettura: il contadino, l'albero, il santo (Galatina, Congedo, 1977)
- Mito e realtà della civiltà contadina lucana (Matera, Montemurro, 1977- Vincitore Premio “Basilicata”)
- Cultura popolare. Dialettica e contestualità (Bari, Dedalo, 1980), Cultura contadina e idea meridionalistica (Bari, Dedalo, 1982)
- Homo laborans. Cultura del territorio e musei demologici (Galatina, Congedo, 1985)
- I canti popolari di N. Tommaseo (Lecce, Milella, 1985)
- L'Universo contadino e l'immaginario poetico di Rocco Scotellaro (Bari, Dedalo, 1987)
- Intellettuali e poesia popolare nella Sicilia dell'Ottocento (Palerme, Sellerio, 1991)
- La letteratura popolare italiana dell'Otto-Novecento: profilo storico-geografico (Novara - Firenze, De Agostini - Le Monnier, 1994)
- Storia del culto della Madonna dell'Arco attraverso le fonti scritte e figurative dei secoli XVII-XVIII (Firenze, Olschki, 1998)